# Jules Worms
Jules Worms (París, 16 de diciembre de 1832-ibídem, 25 de noviembre de 1924) fue un pintor francés. 

## Biografía y obra

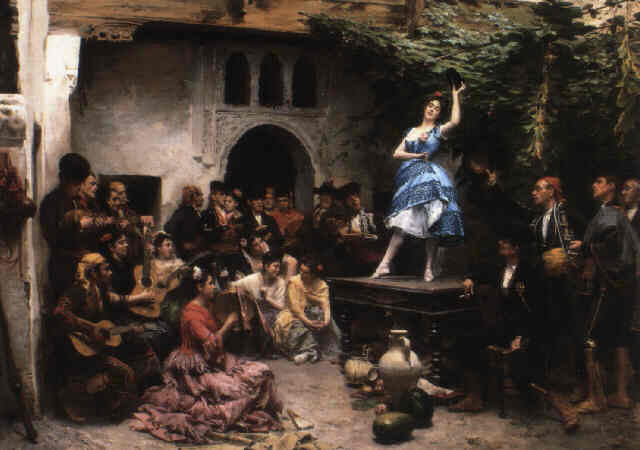
La danza de El vito en Granada por Jules Worms

Inició su carrera artística como ilustrador de periódicos satíricos y litógrafo. En 1849 ingresó en la École des Beaux-Arts de París donde fue discípulo de Adolf Lafosse. A partir del año 1860 inició una serie de largos viajes por España, país por el que sentía una fuerte atracción al igual que le ocurrió a otros muchos pintores románticos de su tiempo. En el año 1871 pasó 6 meses en Granada en compañía de su amigo el pintor Mariano Fortuny al que había conocido en París. 
Su obra puede contemplarse en el Museo de Bellas Artes de Nancy, Museo de Bellas Artes de Rennes, Museo Legion of Honor de San Francisco y numerosas colecciones privadas, como la Colección Bellver de Sevilla.